# 후쿠오카시 교통국 3000계 전동차
후쿠오카 시 교통국 3000계 전동차(일본어: 福岡市交通局3000系電車)는 2005년 2월 3일부터 운행하고 있는 후쿠오카 시 교통국 지하철 나나쿠마 선의 리니어 메트로 전동차이다. 전차는 4량 편성되었다. 2006년, 제46회 블루리본상을 수상했다.

## 주요 제원
- 기동 가속도: 3.2km/h/s
- 감속도: 4.0km/h/s (통상), 4.5km/h/s (비상)
- 최고속도: 70km/h
- 제동 장치: 회생 제동 함께 전기 지령 식 전자 직통 공기 브레이크
- 보안 장치: ATC, ATO, SR
- 총 정원: 378명

## 사진

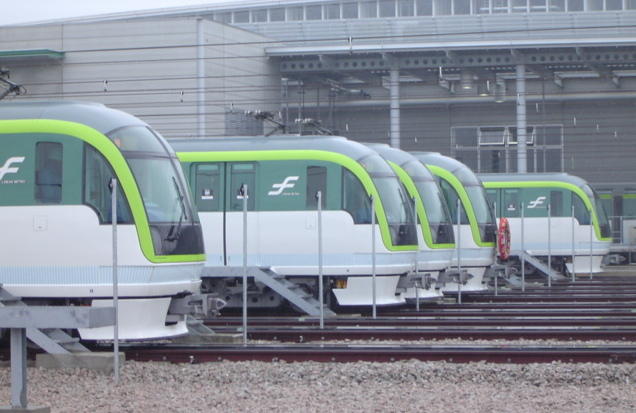
후쿠오카 시 교통국 3000계 (하시모토 차량 기지에서)
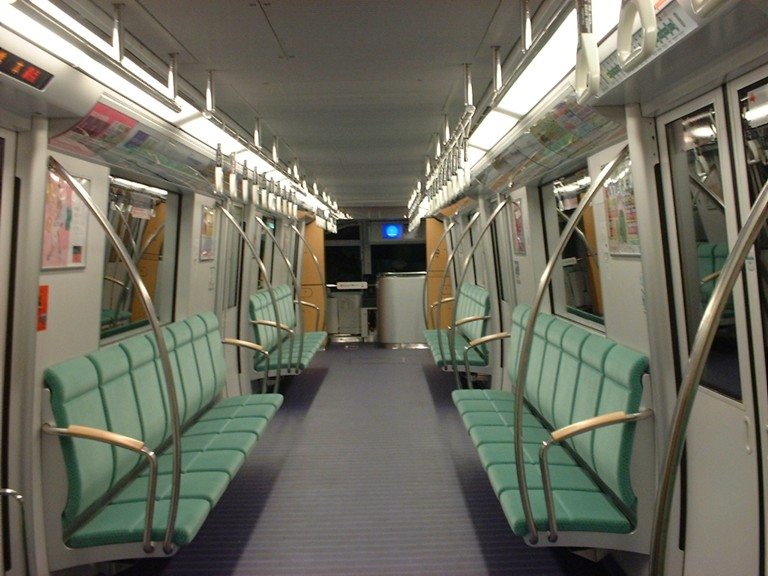
3000계 차내